# Трубчасті кістки

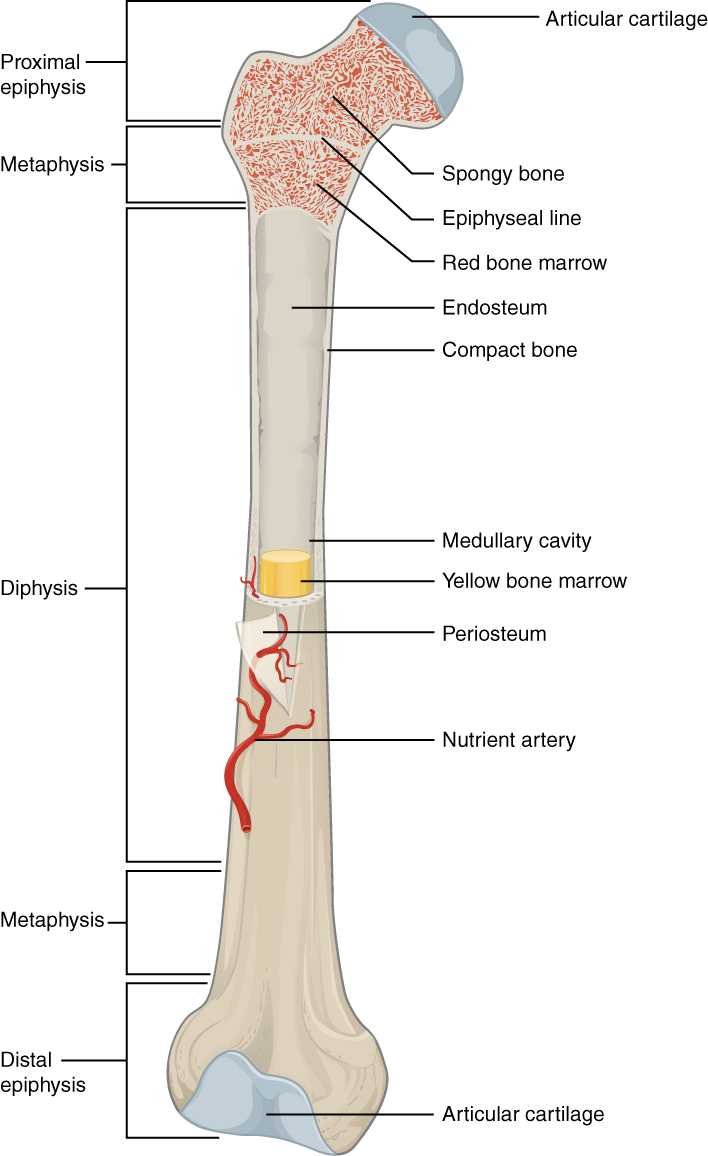
Структура трубчастої кістки

Трубчасті кістки (довгі кістки) — кістки циліндричної або тригранної форми, довжина яких переважає над шириною. Трубчасті кістки ростуть переважно за рахунок подовження тіла (діафізу) і мають на кінцях епіфізи, вкриті суглобовим гіаліновим хрящем. Між епіфізами і діафізом розташовуються метафізи, у дитячому і підлітковому віці містять хрящові епіфізарні пластинки.
До довгих трубчастих кісткок відносяться стегнова, великогомілкова і мала гомілкова кістки; плечова, ліктьова і променева кістка. До коротких трубчастих кісткок відносять п'ястя і плесно, а також фаланги. Довгі кістки нижніх кінцівок становлять приблизно половину зросту людини.

## Будова
Зовні трубчаста кістка вкрита  сполучнотканинним шаром — окістям. Кістковий епіфіз представлений переважно губчастою кістковою речовиною, що містить червоний кістковий мозок, діафіз — компактною кістковою речовиною. У центрі діафіза проходить кістковомозковий канал, вистланий ендостом і заповнений (у дорослих) жовтим кістковим мозком, що містить жирові клітини.

## Ріст трубчастих кісток
Зростання трубчастих кісток здійснюється за рахунок ендохондрального остеогенезу в області епіфізарних пластинок, регулюється гормоном росту — речовиною, що виробляється передньою долею гіпофізу.